# Linia kolejowa Vraňany – Lužec nad Vltavou
Linia kolejowa Vraňany – Lužec nad Vltavou (Linia kolejowa nr 094 (Czechy)) – jednotorowa, regionalna i niezelektryfikowana linia kolejowa w Czechach. Łączy Vraňany i Lužec nad Vltavou. W całości przebiega przez terytorium kraju środkowoczeskiego.